# Rzeżyca I
Rzeżyca I (łot. Rēzekne I; ros. Резекне I) – węzłowa stacja kolejowa w miejscowości Rzeżyca, na Łotwie. Leży na linii dawnej Kolei Warszawsko-Petersburskiej.
Stacja powstała w XIX w. pomiędzy stacjami Antonopol a Iwanowsk.

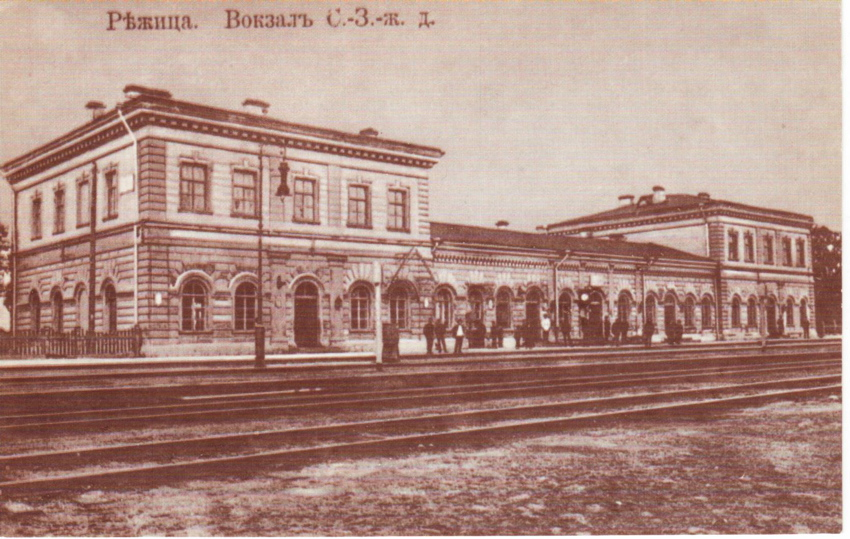
Stacja w pierwszym dziesięcioleciu XX w.